# 田時震
田時震（？—1643年），字出孟，號御宿，陕西西安府富平县人。明朝政治人物。

## 生平
田時震是萬曆四十年（1612年）壬子科陕西鄉試第五十二名舉人，天啓二年（1622年）壬戌科会试一百十六名，三甲一百七十四名進士，天啓三年出任河南灵宝知县，五年调知光山县。崇祯元年（1628年）轉任山西道御史，二年巡视十库，巡视西城，彈劾南京户部尚书范济世、顺天巡抚单明诩、御史卓迈，他還指控刘鸿训收了田仰的錢。。三年巡按广西。未几，又彈劾王永光及温体仁。之後又出任江西右参议，四年调山西副使，又出任雁平道右参政，七年，田時震被革职。十六年冬，李自成軍攻佔富平，强要田時震出仕，田拒绝。

## 著作
所著诗文遭兵僰毁于火，馀《御宿奏疏》一册、《履难记》一册，太史李子德作序。

## 家族
父田见龙，岁贡，汝州学正，殁祀乡贤。
弟兄多显贵，而弟田时需性坦直，内明外刚，临难不夺，遭闯寇乱，力拒伪命，弃诸生，尤有兄风。
子田而腴，字沃千。崇祯十六年（1643年），李自成称王，胁迫陕西士绅出仕，反抗者均被关押。田时震不愿屈服，行将被捕，田而腴请求代父入狱，时震自感此番难免一死，几次向而腴陈说利弊，而腴说：「您不逃走则难以幸免；我俩都逃走则连累宗族；我俩一同入狱身死，并无益处。」最终而腴一人就缚，被关入长安狱中，屡受刑讯，其后随李自成军向东进发，在山西平阳被杀。

## 延伸阅读
[在维基数据编辑]
 《明史卷二百六十四》，出自《明史》